# テンパリ!
『テンパリ!』は、筒井旭による日本の漫画作品。
集英社の『YOU』にて、2008年17号から2009年3号まで隔号で全6回連載された。単行本全1巻。

## あらすじ
昔からこれと言って夢中になれるものがなかった面城菊子。夢も目標もないままOLを続けてきたが、30歳を目前に突然リストラされ、追い討ちを駆けるように彼氏にも捨てられてしまう。
再就職先にと、別れた彼が申し訳程度に紹介してくれたのは、司法書士の事務所。司法書士という職業すら知らなかった菊子だが、様々な案件を通して成長していく。

## 登場人物
面城 菊子（めんじょう きくこ）
27歳、独身。元彼の伝で司法書士事務所に就職。何も知識がなく最初は蔑ろにされていたが、事務所に駆け込んでくる困り果てた依頼人たちを見て、どうにかしてあげたいと思うようになる。九十九に一目惚れする。
九十九 渡（つくも わたり）
イケメン司法書士。モテることを自覚している。それまでの女とは違うタイプの菊子に惹かれ、資格も実務経験もない菊子を雇った。愛煙家。土地家屋調査士の資格も持つ。
持田（もちだ）
九十九渡事務所の所員。メガネをかけている。
テル
九十九渡事務所が入っている建物の1階にあるイタリアンカフェ「ROSSO」のアルバイト店員。
金田 拓巳（かねだ たくみ）
新米の土地家屋調査士。父が急死し、事務所を継いだ。九十九の大学の後輩。短髪＋服装から男にしか見えないが、実は女である。

## 書誌情報
- 筒井旭 『テンパリ！』 集英社 〈クイーンズコミックス〉、2009年3月発行、ISBN 978-4-08-865524-6